# Kreis Wehlau
Der Kreis Wehlau war ein preußischer Landkreis in der Provinz Ostpreußen, der von 1818 bis 1945 bestand. Seine Kreisstadt war die etwa 45 Kilometer östlich von Königsberg gelegene Stadt Wehlau.

## Geschichte

Der Kreis Tapiau von 1752 bis 1818

### Königreich Preußen

Der Kreis Wehlau in den Grenzen von 1819 bis 1945

Das Gebiet des Kreises Wehlau gehörte seit der ostpreußischen Kreisreform von 1752 zum damaligen Kreis Tapiau, der die alten ostpreußischen Hauptämter Labiau, Tapiau und Taplacken umfasste. Der Kreis Tapiau hatte im Jahre 1800 eine Fläche von ca. 2.600 km² und 69.174 Einwohner.
Im Rahmen der preußischen Verwaltungsreformen ergab sich mit der „Verordnung wegen verbesserter Einrichtung der Provinzialbehörden“ vom 30. April 1815 die Notwendigkeit einer umfassenden Kreisreform in ganz Ostpreußen, da sich die 1752 eingerichteten Kreise als unzweckmäßig und zu groß erwiesen hatten. Zum 1. Februar 1818 wurde im Regierungsbezirk Königsberg der preußischen Provinz Ostpreußen aus dem südlichen Teil des Kreises Tapiau der neue Kreis Wehlau gebildet. Dieser umfasste zunächst die Kirchspiele Cremitten, Goldbach, Groß Engelau, Grünhayn, Paterswalde, Petersdorf, Plibischken, Starkenberg, Tapiau und Wehlau. Am 1. April 1819 wurde zusätzlich noch das Kirchspiel Allenburg aus dem Kreis Friedland in den Kreis Wehlau eingegliedert. Seit dem 3. Dezember 1829 gehörte der Kreis – nach dem Zusammenschluss der Provinzen Preußen und Westpreußen – zur neuen Provinz Preußen mit dem Sitz in Königsberg i. Pr.

### Norddeutscher Bund und Deutsches Reich
Seit dem 1. Juli 1867 gehörte der Kreis zum Norddeutschen Bund und ab dem 1. Januar 1871 zum Deutschen Reich. Nach der Teilung der Provinz Preußen in die neuen Provinzen Ostpreußen und Westpreußen wurde der Kreis Wehlau am 1. April 1878 Bestandteil Ostpreußens.
Am 9. Januar 1884 wurde die Besitzung Michelau – eine Enklave im Kreise Wehlau – vom Kreis Labiau an den Kreis Wehlau abgetreten. Am 10. Dezember 1895 trat die bisher irrtümlich zum Kreis Friedland gezählte Besitzung Heinrichshof vom Kreis Friedland zum Kreis Wehlau.
Zum 30. September 1928 fand im Kreis Wehlau entsprechend der Entwicklung im übrigen Preußen eine Gebietsreform statt, bei der nahezu alle Gutsbezirke aufgelöst und benachbarten Landgemeinden zugeteilt wurden. Gleichzeitig trat der Gutsbezirk Elisenau-Frisching, Forst vom Kreis Bartenstein zum Kreis Wehlau. 1933 umfasste der Kreis Wehlau eine Fläche von 1.063 Quadratkilometern, auf der 47.704 Einwohner lebten.
Im Frühjahr 1945 wurde das Kreisgebiet durch die Rote Armee besetzt und kam danach unter sowjetische Verwaltung. Die ansässige deutsche Bevölkerung wurde, sofern sie nicht bereits geflüchtet war, in der Folge vertrieben. Heute gehört das ehemalige Kreisgebiet zur russischen Oblast Kaliningrad.

## Einwohnerentwicklung
| Jahr | Einwohner | Quelle |
| ---- | --------- | ------ |
| 1818 | 22.598    | [ 5 ]  |
| 1846 | 42.906    | [ 6 ]  |
| 1871 | 48.042    | [ 7 ]  |
| 1890 | 48.556    | [ 8 ]  |
| 1900 | 46.348    | [ 8 ]  |
| 1910 | 47.179    | [ 8 ]  |
| 1925 | 46.925    | [ 8 ]  |
| 1933 | 47.643    | [ 8 ]  |
| 1939 | 49.127    | [ 8 ]  |

## Politik

### Landräte
Kreis Tapiau
- 1752–176500Johann George Goetz[9]
- 1765–179200Otto Wilhelm von Perbandt[9]
- 1792–181400Carl Wilhelm Friedrich von der Groeben[9]
- 1814–181800Johann Karl von Wiersbitzki[10]

Kreis Wehlau
- 1818–182400Johann Karl von Wiersbitzki[10]
- 1824–184200Friedrich Wilhelm Adolf von Schwerin (1791–1856)
- 1842–185800Johann Leopold Karl Pfeiffer (1787–1862)[11]
- 1858–187400Fritze
- 1874–187800Hans Carl Federath
- 1879–188400Paul Bienko (1845–1909)[12]
- 1884–189700Albert Lömpcke (1853–1939)
- 1897–190800Stephan von Gröning (1861–1944)
- 1908–191700Ernst Weber
- 1917–192500Julius Wrede
- 1925–193300Franz Hoffmann
- 1933–193700Albrecht von Perbandt
- 1937–194200Horst-Hildebrandt von Einsiedel (1904–1945)

### Wahlen
Im Deutschen Kaiserreich bildete der Kreis Wehlau zusammen mit dem Kreis Labiau den Reichstagswahlkreis Königsberg 2.

### Kommunalverfassung
Der Kreis Wehlau gliederte sich in Städte, in Landgemeinden und – bis zu deren nahezu vollständigem Wegfall – in Gutsbezirke. Mit Einführung des preußischen Gemeindeverfassungsgesetzes vom 15. Dezember 1933 gab es ab dem 1. Januar 1934 eine einheitliche Kommunalverfassung für alle Gemeinden. Mit Einführung der Deutschen Gemeindeordnung vom 30. Januar 1935 trat zum 1. April 1935 die im Deutschen Reich gültige Kommunalverfassung in Kraft, wonach die bisherigen Landgemeinden nun als Gemeinden bezeichnet wurden. Diese waren in Amtsbezirken zusammengefasst. Eine neue Kreisverfassung wurde nicht mehr geschaffen; es galt weiterhin die Kreisordnung für die Provinzen Ost- und Westpreußen, Brandenburg, Pommern, Schlesien und Sachsen
vom 19. März 1881.

## Amtsbezirke (1874–1945)

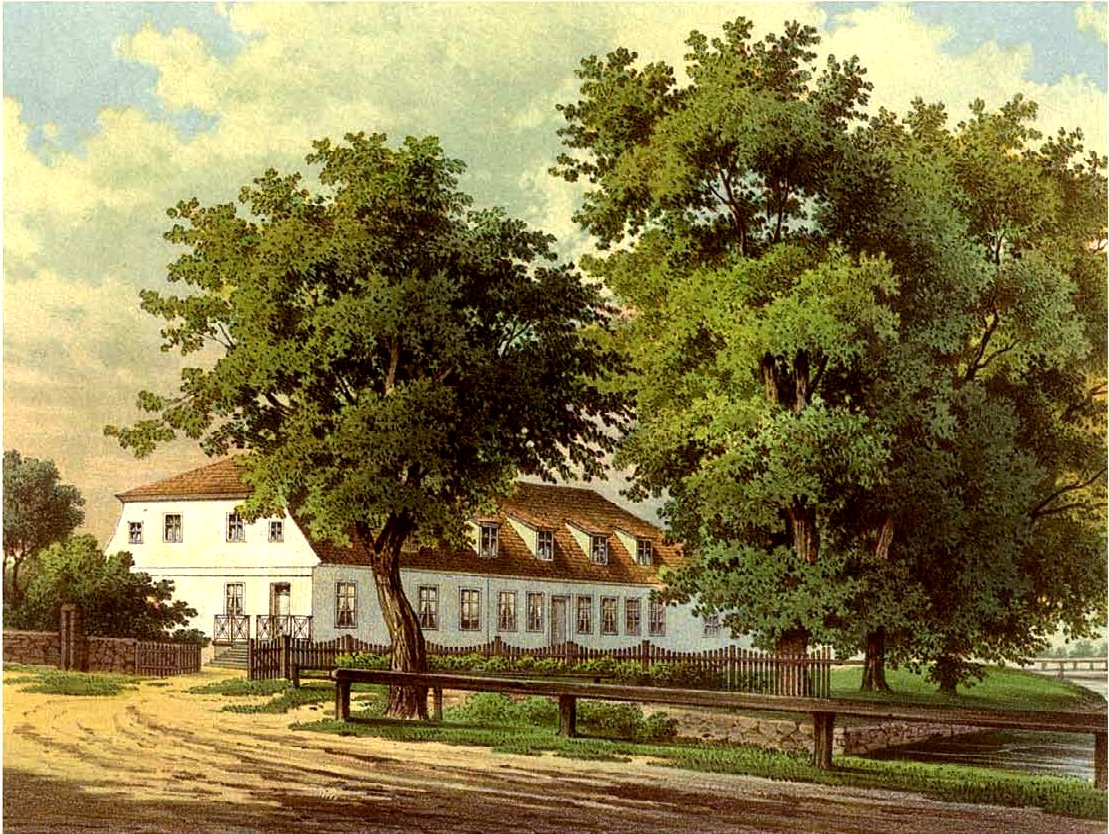
Gut Genslack um 1860, Sammlung Alexander Duncker

Zwischen 1874 und 1945 war der Kreis Wehlau – neben den drei Städten Allenburg, Tapiau und Wehlau – in Amtsbezirke untergliedert, denen die einzelnen Landgemeinden und Gutsbezirke zugeordnet waren:
| Name (bis 1945)                                  | Heutiger Name  | Name (bis 1945)                        | Heutiger Name            |
| ------------------------------------------------ | -------------- | -------------------------------------- | ------------------------ |
| Bieberswalde                                     | Rutschji       | Koppershagen                           |                          |
| Bonslack                                         |                | Kremitten                              | Losowoje                 |
| Bürgersdorf                                      | Gordoje        | Kuglacken                              | Kudrjawzewo              |
| Drusken                                          |                | Neumühl                                | Kostromino               |
| Eiserwagen                                       | Bely Jar       | Parnehnen                              | Krasny Jar               |
| Friedrichsdorf                                   |                | Paterswalde                            | Bolschaja Poljana        |
| Gauleden (Forst)                                 | Tumanowka      | Plauen (bis 1874: Leißienen (Rodniki)) | Fedotowo                 |
| Genslack                                         | Prudy          | Plibischken                            | Gluschkowo               |
| Goldbach                                         | Slawinsk       | Pomauden                               | Luschki                  |
| Grauden (bis 1938: Papuschienen)                 |                | Pomedien                               | Pruschaly                |
| Groß Allendorf                                   | Kostromino     | Pregelswalde                           | Saretschje               |
| Groß Engelau                                     | Demjanowka     | Rockelkeim                             |                          |
| Groß Fritschienen bis 1928 auch: Greiben (Forst) | Ostrikowo      | Sanditten                              | Lunino                   |
| Groß Schirrau                                    | Dalneje        | Starkenberg, bis 1928 auch: Kapkeim    | Krasny Bor, Wischnjowoje |
| Grünhayn                                         | Krasnaja Gorka | Taplacken                              | Talpaki                  |
| Grünlinde                                        | Jerschowo      | Trimmau                                | Nowoje                   |
| Imten (Forst)                                    |                | Weidlacken                             | Jelniki                  |
| Kleinhof                                         |                | Weißensee                              | Bolschije Gorki          |
| Klein Nuhr                                       | Suchodolje     |                                        |                          |

## Gemeinden
Der Kreis Wehlau umfasste am Ende seines Bestehens 1945 drei Städte, 112 weitere Gemeinden und drei unbewohnte Gutsbezirke:
- Allenburg, Stadt
- Aßlacken
- Auerbach (Kr. Wehlau)
- Bartenhof
- Bieberswalde
- Biothen
- Brandlacken
- Bürgersdorf
- Dachsrode
- Damerau
- Forst Drusken, Gutsbezirk
- Eichen
- Eiserwagen
- Ernstwalde
- Freudenfeld
- Friedrichsdorf
- Friedrichsthal
- Frischenau
- Fritschienen
- Fuchshügel
- Gauleden
- Forst Gauleden, Gutsbezirk
- Genslack
- Goldbach
- Grauden
- Forst Grauden, Gutsbezirk
- Groß Allendorf
- Groß Birkenfelde
- Groß Budlacken
- Groß Engelau
- Groß Keylau
- Groß Michelau
- Groß Nuhr
- Groß Ponnau
- Großudertal
- Grünhayn
- Grünlinde
- Gundau
- Guttschallen
- Hanswalde
- Hasenberg
- Holländerei
- Imten
- Irglacken
- Jägersdorf
- Kallehnen
- Klein Budlacken
- Klein Engelau
- Klein Nuhr
- Klein Ponnau
- Klinglacken
- Knäblacken
- Koddien
- Köllmisch Damerau
- Koppershagen
- Kortmedien
- Köthen
- Kuglack
- Kuglacken
- Kühnbruch
- Kukers
- Langendorf
- Leipen
- Leißienen
- Lindendorf
- Magotten
- Moptau
- Moterau
- Nalegau
- Neuendorf
- Neumühl
- Nickelsdorf
- Parnehnen
- Paterswalde
- Pelkeninken
- Petersdorf
- Pettkuhnen
- Plauen
- Plibischken
- Plompen
- Pomedien
- Poppendorf
- Pregelswalde
- Reinlacken
- Reipen
- Richau
- Ringlacken
- Rockeimswalde
- Roddau-Perkuiken
- Romau
- Rosenfelde
- Sanditten
- Schallen
- Schiewenau
- Schillenberg
- Schirrau
- Schönrade
- Schorkenicken
- Sechshuben
- Sielacken
- Skaten
- Sprindlack
- Stadthausen
- Stampelken
- Starkenberg
- Stobingen
- Tapiau, Stadt
- Taplacken
- Tölteninken
- Uderhöhe
- Wargienen
- Warnien
- Wehlau, Stadt
- Weidlacken
- Weißensee
- Wilkendorf
- Wilmsdorf
- Zohpen

### Vor 1939 aufgelöste Gemeinden
- Adlig Damerau, am 30. September 1928 zu Damerau
- Aue I und II, am 30. September 1928 zu Groß Allendorf
- Behlacken, am 30. September 1928 zu Eichen
- Dettmitten, am 30. September 1928 zu Plauen
- Groß Fritschienen, am 30. September 1928 zu Fritschienen
- Groß Goldbach, am 30. April 1910 zu Goldbach
- Groß Liedersdorf, 1906 zu Bärenbruch
- Groß Papuschienen, am 1. April 1931 zu Papuschienen
- Groß Schirrau, am 30. September 1928 zu Schirrau
- Groß Weißensee, am 30. September 1928 zu Weißensee
- Grünwalde, am 30. September 1928 zu Weißensee
- Harnowen, am 5. Mai 1920 zu Neusasserei
- Jakobsdorf, am 1. November 1928 zu Kuglacken
- Jodeiken, am 30. September 1928 zu Pettkuhnen
- Kawerninken, am 30. September 1928 zu Parnehnen
- Klein Barthen, 1898 zum Gutsbezirk Adlig Barthen
- Klein Birkenfeld, am 30. September 1928 zu Pomedien
- Klein Goldbach, am 30. April 1910 zu Goldbach
- Klein Papuschienen, am 1. April 1931 zu Papuschienen
- Königlich Barthen, 1898 zum Gutsbezirk Adlig Barthen
- Königlich Langendorf, am 30. September 1928 zu Langendorf
- Königlich Pomedien, 1890 zum Gutsbezirk Pomedien
- Langhöfel, am 30. September 1928 zu Starkenberg
- Lischkau, am 30. September 1928 zu Kuglack
- Nehne, am 30. September 1928 zu Parnehnen
- Nekiehnen, am 30. September 1928 zu Weißensee
- Neu Ilischken, am 1. November 1928 zu Kuglacken
- Neusasserei, am 30. September 1928 als Neusaß I und Neusaß II zu Groß Allendorf
- Oberwalde, am 30. September 1928 zu Genslack
- Pareyken, am 30. September 1928 zu Reinlacken
- Pelohnen, am 1. November 1928 zu Sanditten
- Pomauden, am 30. September 1928 zu Hasenberg
- Potawern, am 30. September 1928 zu Koppershagen
- Rauschninken, am 30. September 1928 zu Bartenhof
- Rockelkeim, am 30. September 1928 zu Leissienen
- Schaberau, am 1. November 1928 zu Sanditten
- Schenken, am 1. Oktober 1939 zu Leipen
- Schönbruch, 1899 zum Gutsbezirk Rosenfelde
- Schwolgehnen, am 30. September 1928 zu Reipen
- Thulpörschken, am 30. September 1928 zu Bartenhof
- Trakischkehmen, am 1. November 1928 zu Kuglacken
- Uszballen, am 30. September 1928 zu Reinlacken

### Namensänderungen
Im Verlauf des 20. Jahrhunderts, zuletzt 1938, wurden mehrere Gemeinden umbenannt:
- Aszlacken → Aschlacken (1936)
- Aschlacken → Aßlacken (1938)
- Augstupöhnen → Uderhöhe (1938)
- Groß Aszlacken → Aszlacken (1928)
- Groß Skaticken → Skaticken (1929)
- Groß Uderballen → Großudertal (1938)
- Kekorischken → Auerbach (Kr. Wehlau) (1938)
- Königlich Damerau → Köllmisch Damerau (1931)
- Lapischken → Fuchshügel (1938)
- Lieneballen → Stadthausen (1932)
- Muplacken → Moptau (1938)
- Nagurren → Freudenfeld (1938)
- Neusasserei → Neusaß I und Neusaß II (1928)
- Obscherninken → Dachsrode (1938)
- Obszerninken → Obscherninken (1936)
- Papuschienen → Grauden (1938)
- Schorkeninken → Schorkenicken (1938)
- Skaticken → Skaten (1938)
- Szillenberg → Schillenberg (1936)